# Antonov An-124 Ruslan

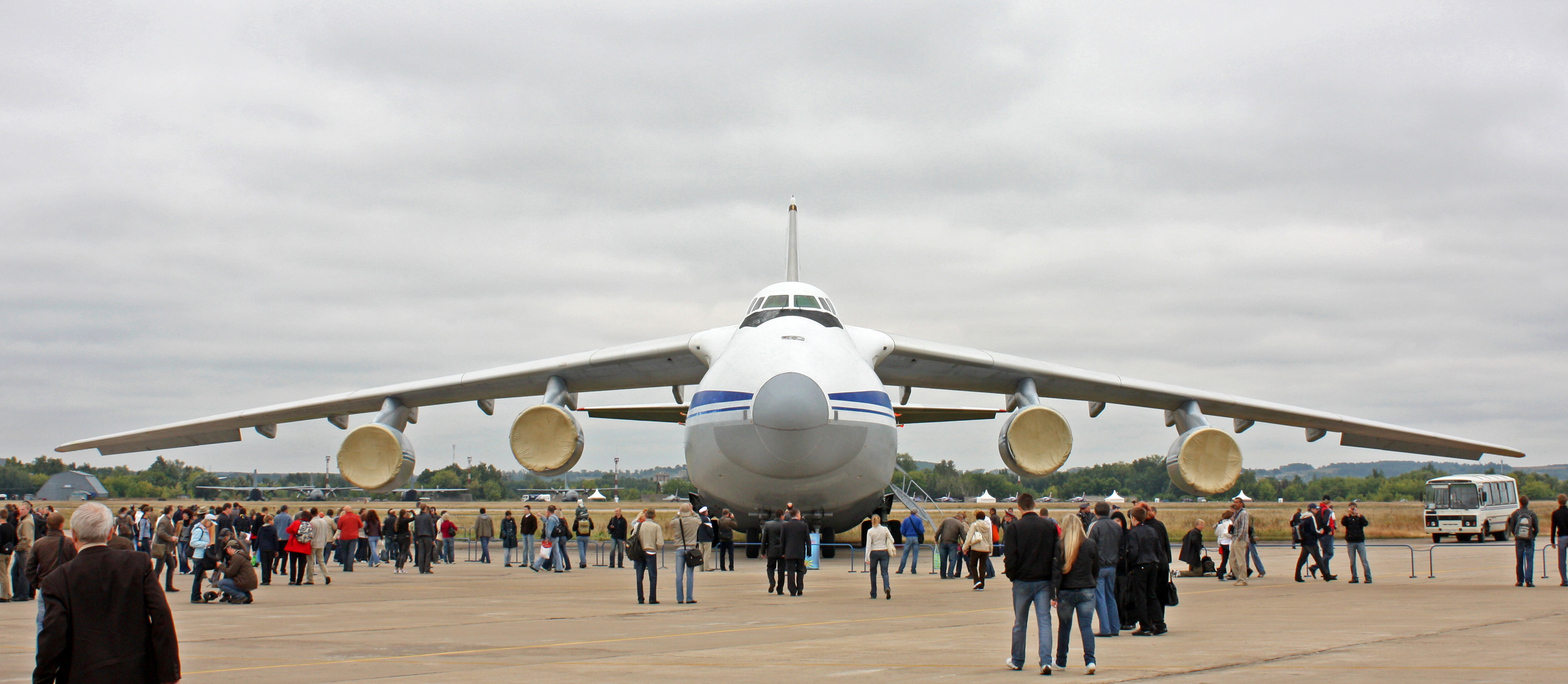
La vista frontale del An-124.

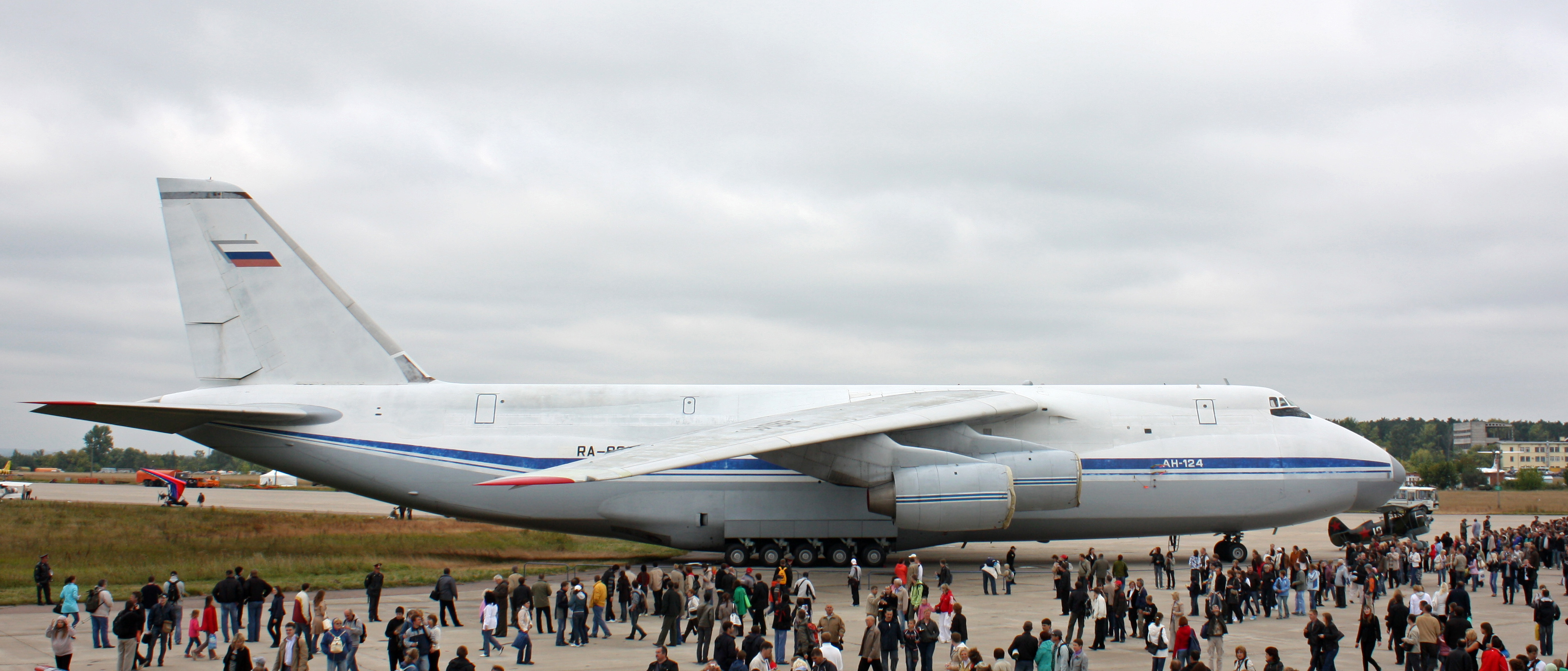
La vista laterale del An-124.

L'Antonov An-124 Ruslan (in cirillico: Антонов Ан-124 Руслан, nome in codice NATO "Condor"), è un aereo da trasporto strategico, di fabbricazione sovietica prima e russa poi, sviluppato dall'OKB-153 negli anni ottanta ed entrato in servizio presso le forze aeree sovietiche nel 1986.
Ancora oggi in servizio presso le forze aerospaziali russe, è stato il più grande aereo da carico prodotto in serie dal momento della sua entrata in servizio e fino all'ingresso del Boeing 747-8F. Ne era prevista la ripresa della produzione su larga scala, abbandonata a causa delle tensioni tra Russia e Ucraina attorno alla penisola crimeana. Una versione estesa dell'An-124 è stata realizzata a supporto del programma spaziale sovietico Buran e ribattezzata An-225 Mriya.
Il nome richiama il protagonista della favola Ruslan e Ljudmila di Puškin.

## Attività significative
- Nel maggio 1987, un An-124 stabilì un record del mondo, coprendo la distanza di 20.151 km, senza rifornimento in volo. Il volo durò 25 ore e 30 minuti; il peso al decollo fu di 455.000 kg. Il record precedente era detenuto da un Boeing B-52H Stratofortress (18.245 km).
- Nel luglio 1985, un An-124 decollò con un carico di 171.219 kg raggiungendo i 2.000 metri di altitudine. Successivamente decollò con 170.000 kg di carico raggiungendo un'altitudine di 10.750 metri.
- Il 8 ottobre 1996 un An-124 si schiantò in fase di atterraggio presso l'Aeroporto di Torino-Caselle su una cascina a San Francesco al Campo, provocando la morte di 4 persone: due membri dell'equipaggio e due abitanti della cascina.[4]
- Nell'aprile 2005 un An-124 è stato utilizzato per il trasporto dell'Obelisco di Axum di Roma per restituirlo all'Etiopia. La spedizione fu fatta in tre viaggi per consentire il trasporto dell'obelisco del peso di 150 tonnellate e lungo 24 metri. Furono effettuate delle modifiche alla pista d'atterraggio di Axum, al fine di accogliere aeromobili di tali grandi dimensioni; il primo frammento dell'obelisco ripartì per l'Etiopia il 18 aprile 2005 dall'aeroporto di Pratica di Mare.
- Il 9 settembre 2010 un An-124 della russa Volga-Dnepr in partenza dall'aeroporto di Torino-Caselle ha abortito il decollo per un'avaria a due motori. L'aeromobile immatricolato RA-82079 è rimasto parcheggiato fino al 25 settembre 2010 quando è ripartito dopo la sostituzione dei due motori danneggiati. Sono in corso indagini a seguito di inchieste aperte dalla Magistratura e dall'ANSV (Agenzia Nazionale per la Sicurezza del Volo) per stabilire le cause. A causa di questa avaria, e per portare a termine la missione di trasporto, il 10 settembre 2010 è atterrato un secondo esemplare di An-124 della Volga-Dnepr immatricolato RA-82074 che è ripartito il giorno seguente. Non era mai successo che due aerei di questo tipo fossero presenti sullo scalo torinese contemporaneamente.

## Versioni
An-124 Ruslan

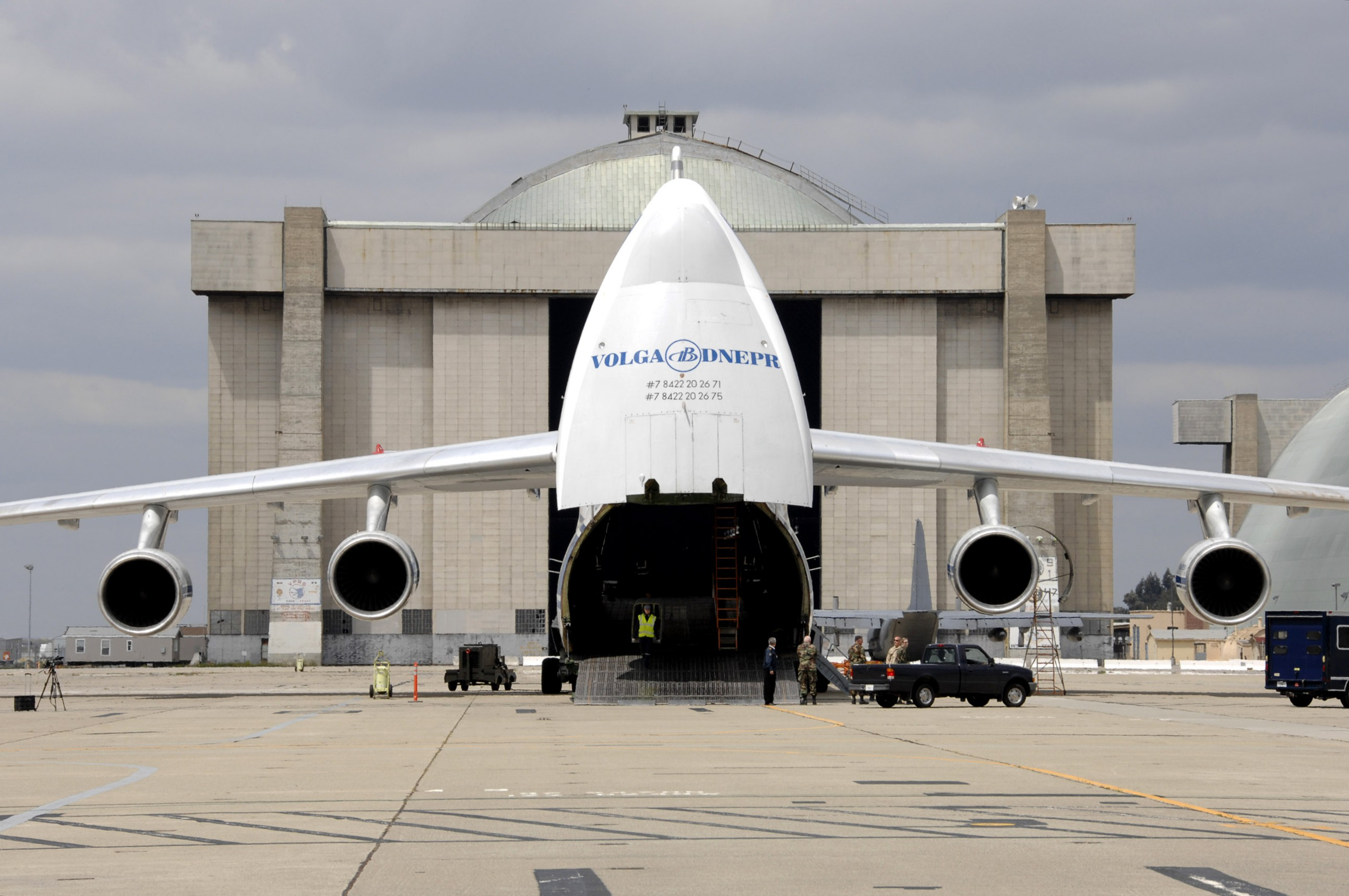
Un An-124 in vista frontale con rampa di carico abbassata.

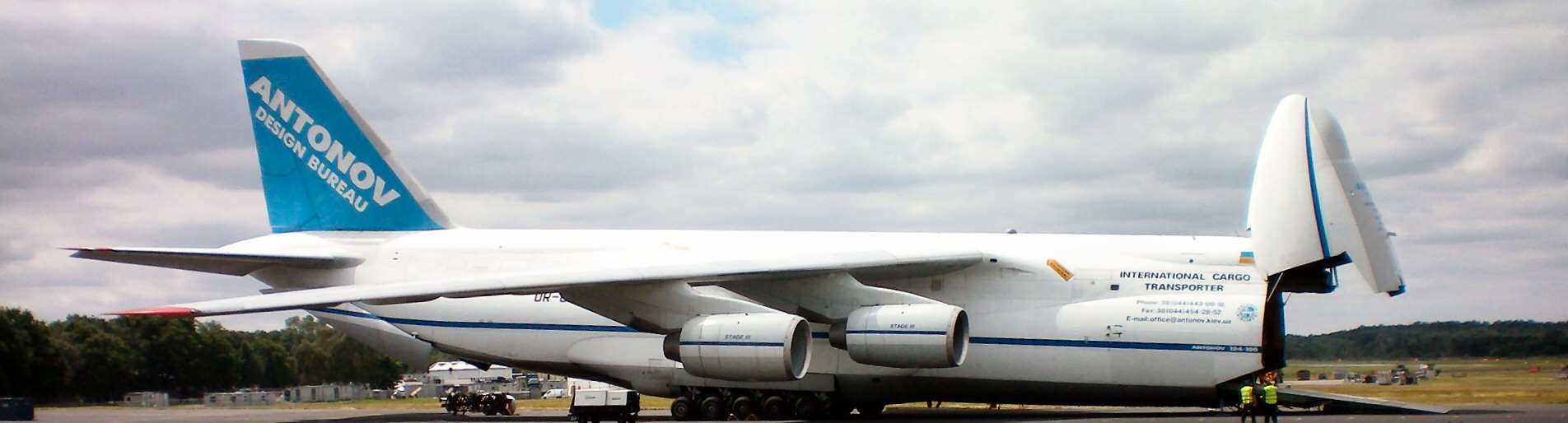
An-124-100 con la rampa di carico anteriore abbassata; si noti la parte anteriore della fusoliera inclinata verso il basso grazie al carrello d'atterraggio con le ruote anteriori parzialmente retratte.

Versione militare per il trasporto strategico pesante.
An-124-100
Versione per il trasporto commerciale.
An-124-100M-150
Nuova versione per il trasporto commerciale sensibilmente migliorata. Il carico utile è stato aumentato da 120 tonnellate a 150 tonnellate, e il peso al decollo aumentato da 392 tonnellate a 402 tonnellate. L'autonomia di volo è maggiore, anche per carichi di 120 tonnellate, da 4650 km a 5400 km; la vita operativa è aumentata a 50.000 ore di volo in 45 anni di servizio, implementando il programma di manutenzione PO-500 (con una manutenzione ogni 500 ore di volo). La struttura della fusoliera è stata rafforzata per consentire il trasporto aereo di un singolo pezzo fino a 150 tonnellate di peso; è stata inserita una gru potenziata per operazioni di carico-scarico di un singolo pezzo di carico fino a 40 tonnellate di peso. Sistema di navigazione e radar sono stati aggiornati; sono stati inoltre installati ruote e pneumatici rinforzati, inserendo inoltre il sistema di frenata anti-skid digitale che permette di ridurre la distanza di atterraggio. L'equipaggio è ridotto da 6 a 4 membri, e il livello di comfort della cabina e del resto dell'equipaggio è stato migliorato. Il modello presenta varie migliorie al sistema di pilotaggio, come nuovi dispositivi per il controllo del motore, per il controllo d'inversione e il monitoraggio dello stato delle vibrazioni del motore, nonché un sistema di avviso di prossimità al terreno; il sistema di navigazione inerziale è stato aggiornato.
An-124-102
Versione per il trasporto commerciale equipaggiata con EFIS flight deck.
An-124-130
Versione per il trasporto commerciale rimasta a livello di proposta.
An-124-135
Variante dell'An-124-130 con sedile nella parte posteriore e il resto della cabina dedicato all'area di carico (circa 1.800 metri quadrati) per il trasporto merci.
An-124-150
Nuovo sviluppo che introduce diverse nuove funzionalità.
An-124-200
Versione proposta, equipaggiata con motori MOTOR SICH D18T SERIE 3M da 229,85 kN ciascuno.
An-124-210
Versione proposta sviluppata con l'Air Foyle per concorrere alle specifiche del programma britannico Short Term Strategic Airlifter (STSA), equipaggiata con motori Rolls-Royce RB211-524H-T da 264 kN (60 600 lbf) ciascuno ed avionica Honeywell STSA, concorso abbandonato nell'agosto del 1999, quindi reintegrato e vinto dal Boeing C-17A.
An-124-300
Versione aggiornata dell'An-124-100 destinata all'uso militare motorizzata con i nuovi turboventola Kuznetsov NK-65; l'inizio della produzione è previsto nel 2016-2018

## Utilizzatori

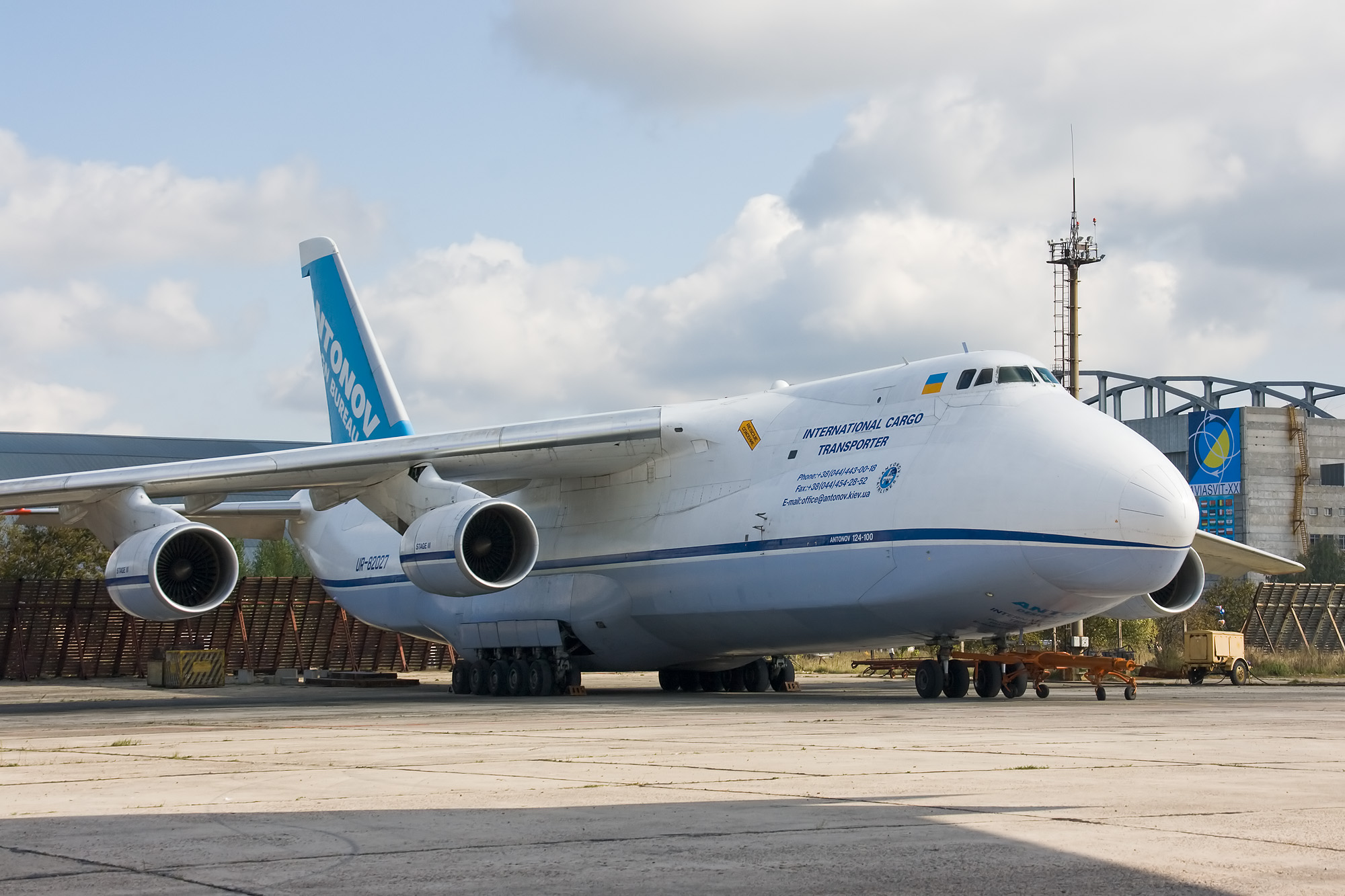
Un An-124 della ucraina Antonov Airlines

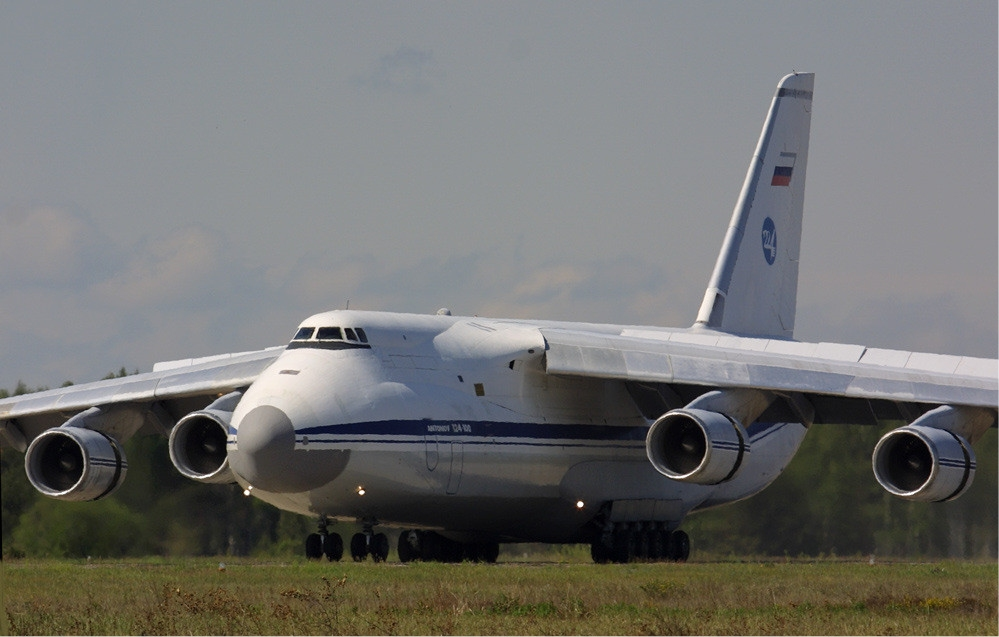
Antonov An-124 della compagnia aerea russa 224º Distaccamento Aereo

### Militari
Russia
- Voenno-vozdušnye sily Rossijskoj Federacii

All'ottobre 2017, opera con 12 esemplari ereditati dell'aeronautica sovietica suddivisi tra la 12ª e la 18ª divisione aerea di trasporto militare e il 224º distaccamento aereo di trasporto militare.

#### Passati
Unione Sovietica
- Sovetskie Voenno-vozdušnye sily

L'aeronautica sovietica ricevette 28 An-124, parte dei quali, allo scioglimento dell'Unione Sovietica, furono presi in carico dell'Aeronautica russa.

### Civili

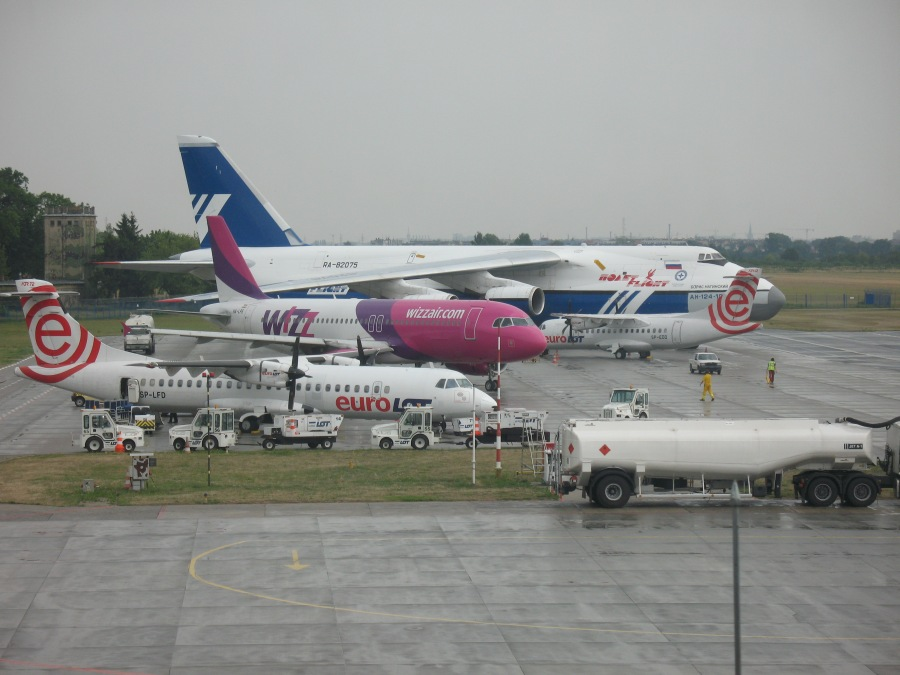
Un Antonov An-124 della compagnia aerea russa Air Company Polet accanto ad un Airbus A320 ed un ATR-72 al Wrocław-Strachowice airport, agosto 2008.

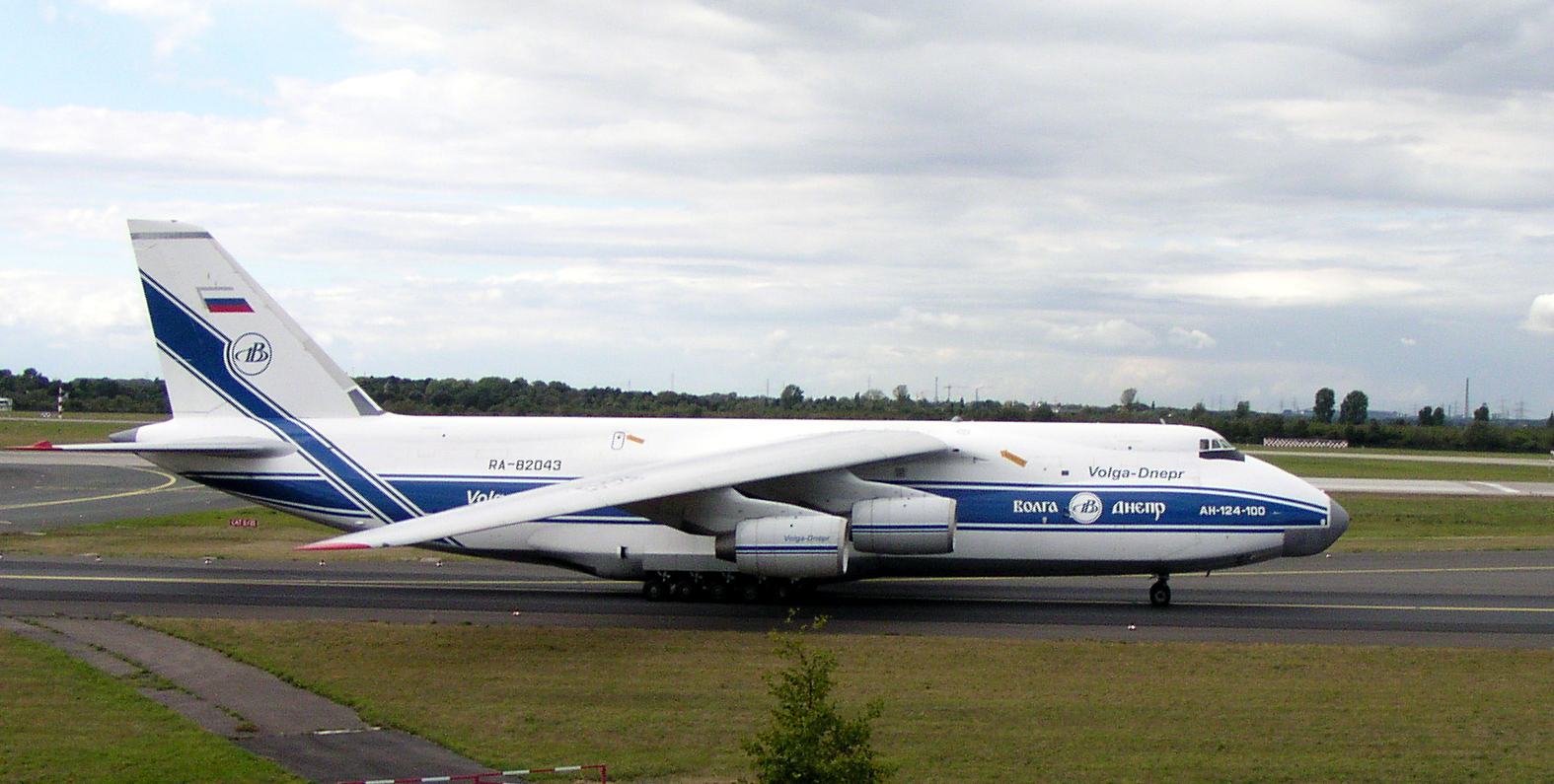
Un Antonov An-124-100 della russa Volga-Dnepr.

Al settembre 2009 sono 28 gli esemplari in servizio operativo civile, totale completato da altri 10 esemplari in ordine.
 Bulgaria
- AirCargo Bulgaria (1)
- Russian Cargo (1)

 Emirati Arabi Uniti
- Maximus Air Cargo

1 aereo all'ottobre 2017.
 Libia
- Libyan Arab Air Cargo (2)

 Russia
- Volga-Dnepr

12 An-124-100 in servizio al gennaio 2019.
- Air Company Polet (8)+ 5 in ordine.

 Ucraina
- Antonov Airlines

7 aerei al gennaio 2019.

#### Passati
Regno Unito
- Air Foyle (in partnership con Antonov Design Bureau)
- HeavyLift Cargo Airlines (in partnership con Volga-Dnepr Airlines)
- Antonov AirTrack
- Titan Cargo
- TransCharter Titan Cargo

 Russia
- Aeroflot Russian International Airlines
- Ayaks
- Rossija Airlines
- Transaero Airlines

 Unione Sovietica
- Aeroflot

## Ordinazioni
Russia
- Volga-Dnepr - 20 An-124-300 ordinati più 20 in opzione (l'entrata in servizio prevista dal 2016-2018)

## Galleria d'immagini

An-124 all'aeroporto di Roma-Fiumicino
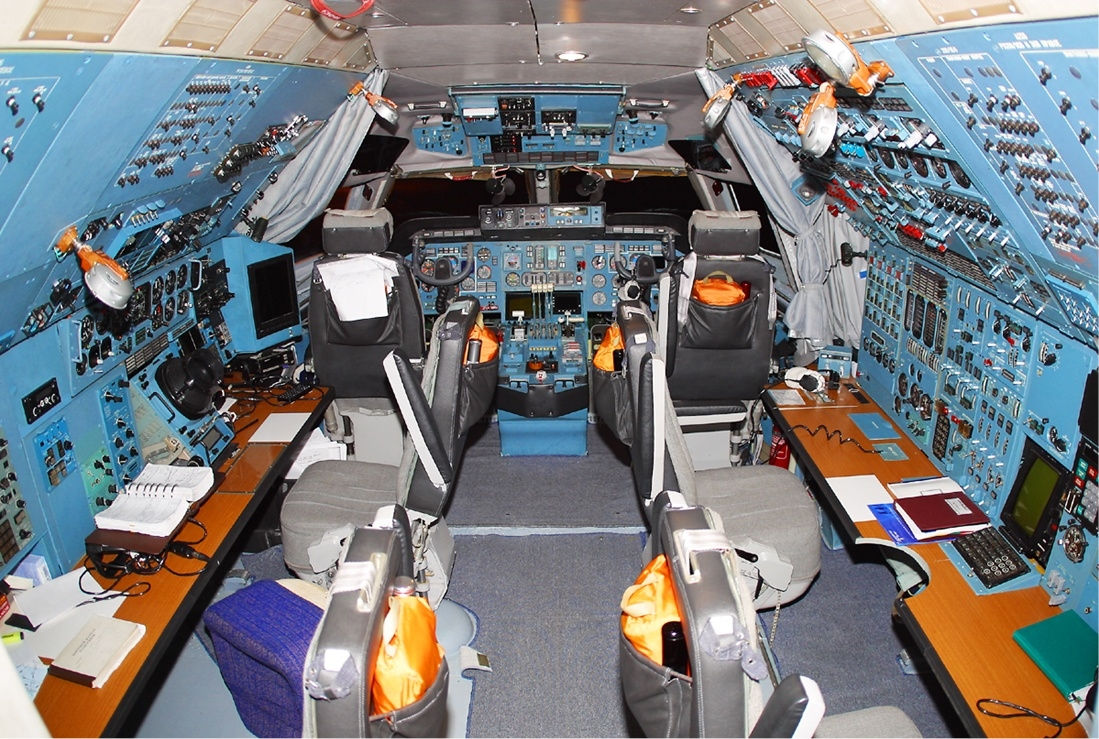
Cockpit di un An-124
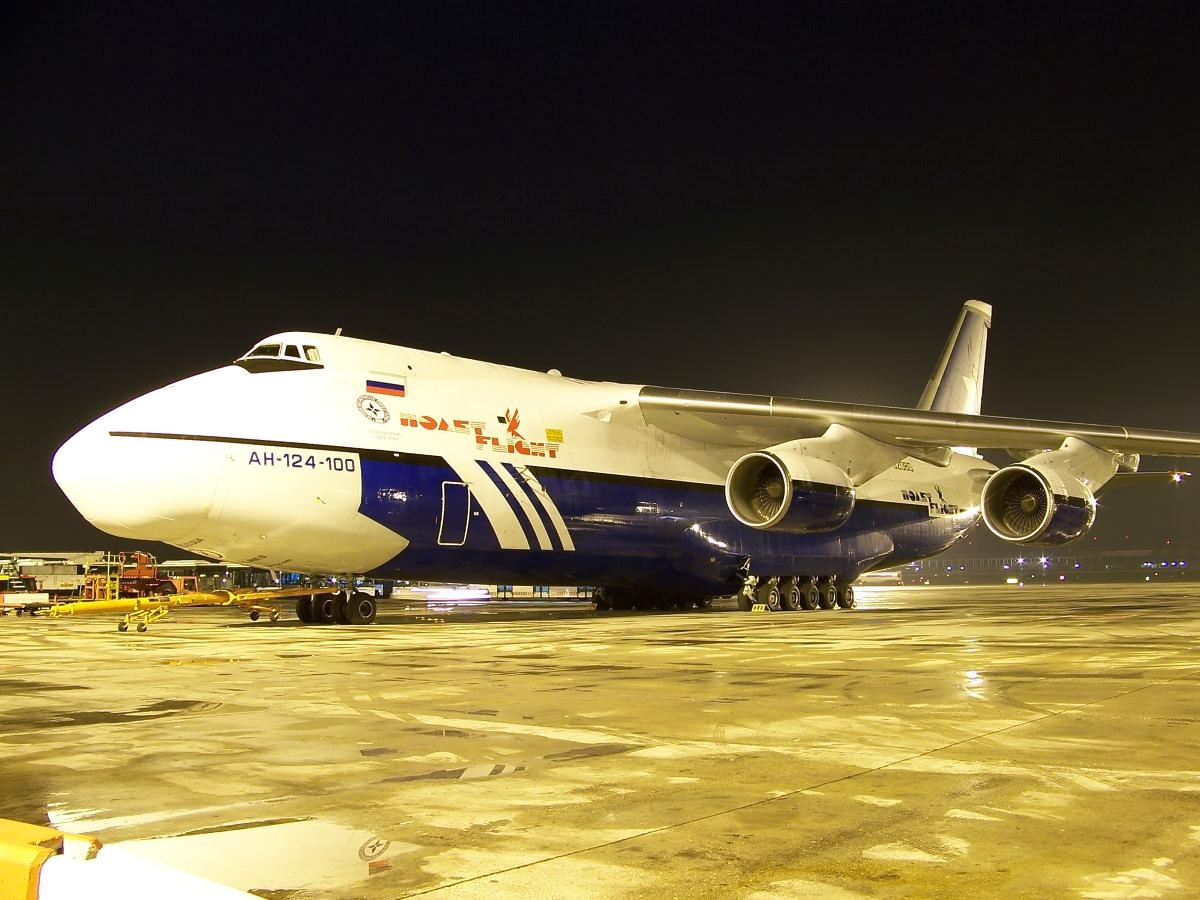
Antonov An-124 della russa Air Company Polet
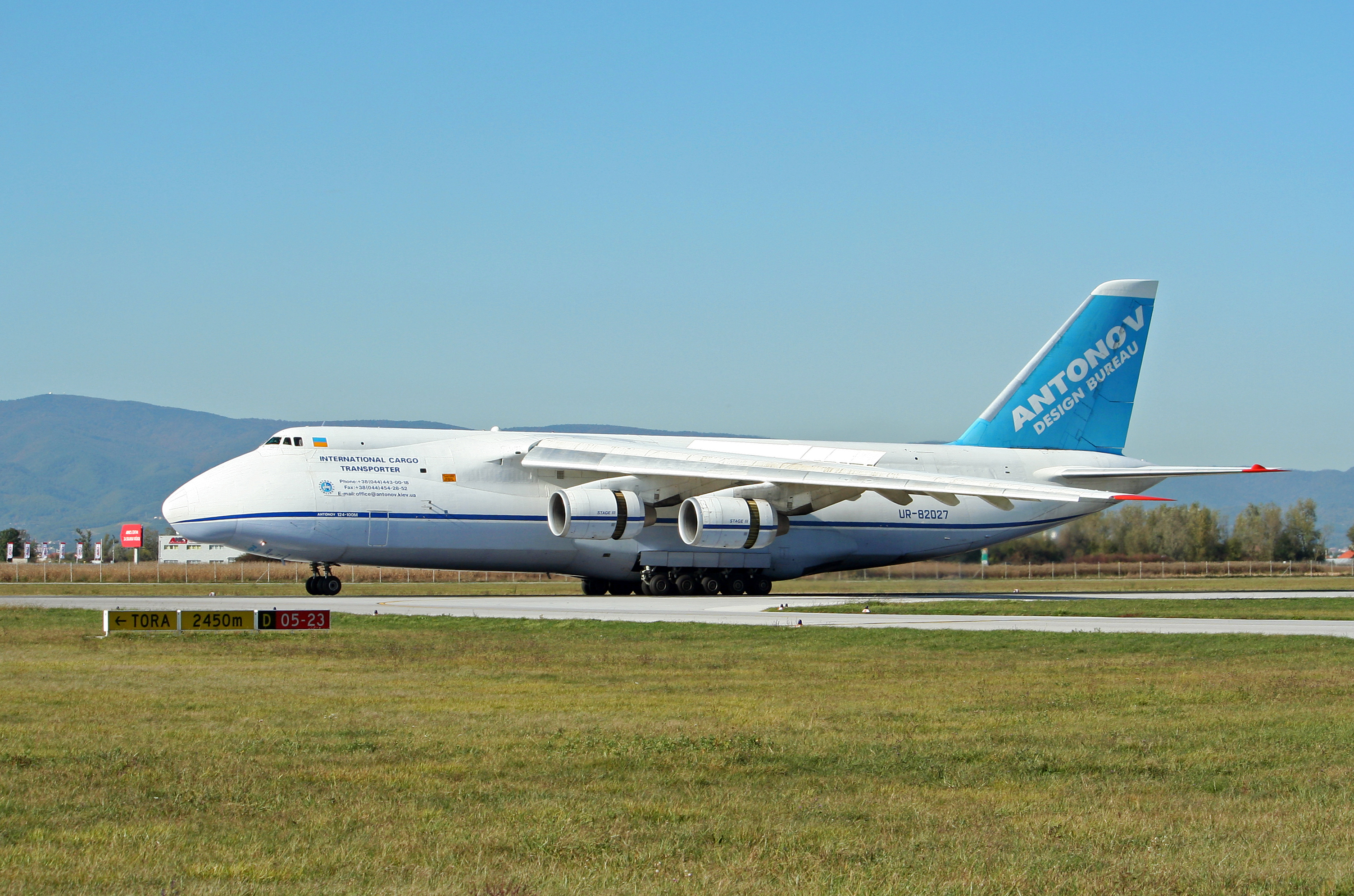
Antonov An-124 della ucraina Antonov Design Bureau
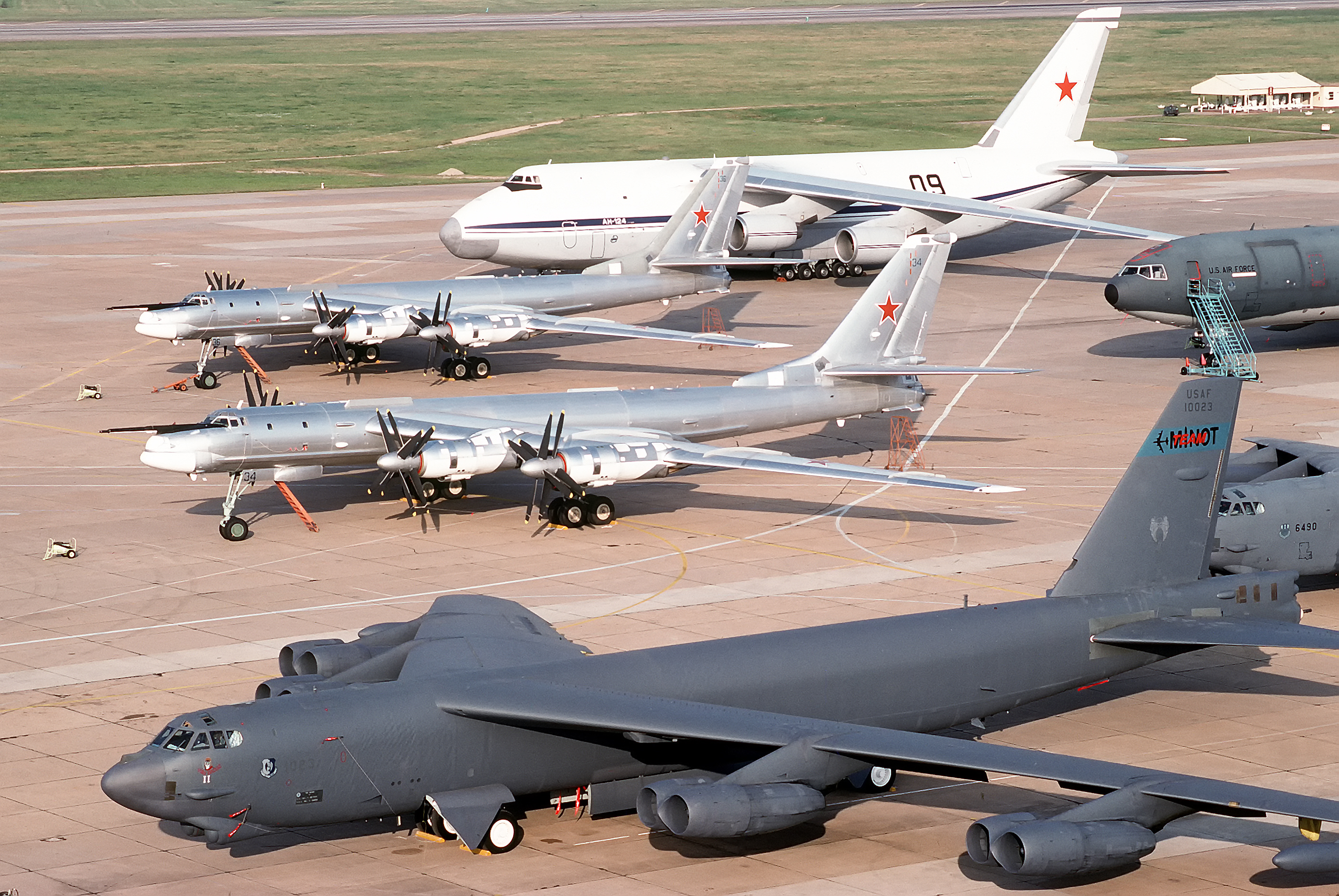
Antonov An-124 delle Forze Armate Russe con due bombardieri strategici russi Tupolev Tu-95 ed uno statunitense Boeing B-52
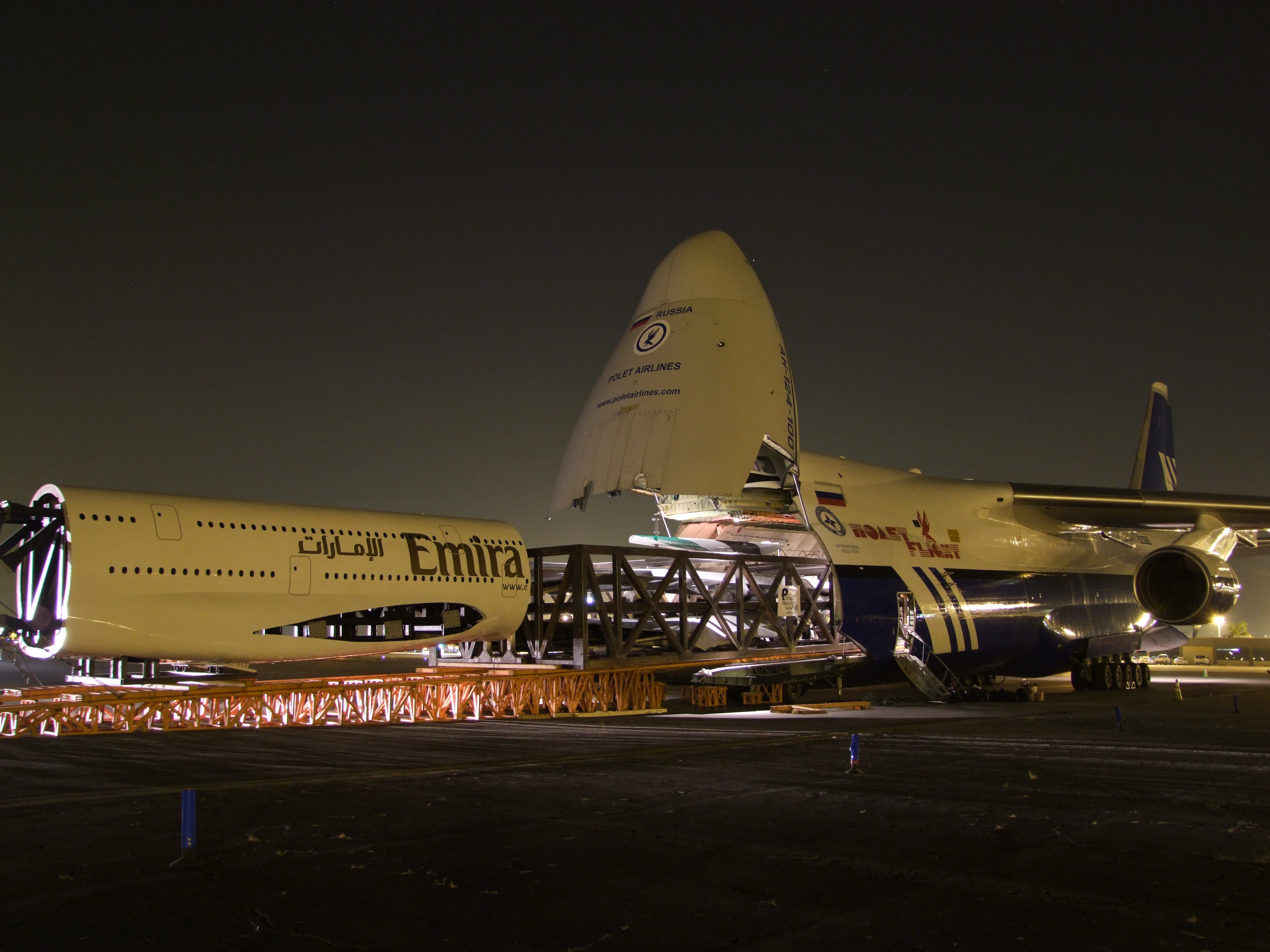
Operazioni di carico di una sezione di un modello in scala 1/3 del nuovo Airbus A380 della Emirates nell'Antonov An-124